# Schnebelhorn
Le Schnebelhorn est une montagne des Préalpes appenzelloises en Suisse. Culminant à 1 291 mètres d'altitude, c'est le point culminant du canton de Zurich. Il est situé à la frontière entre les cantons de Saint-Gall et de Zurich.

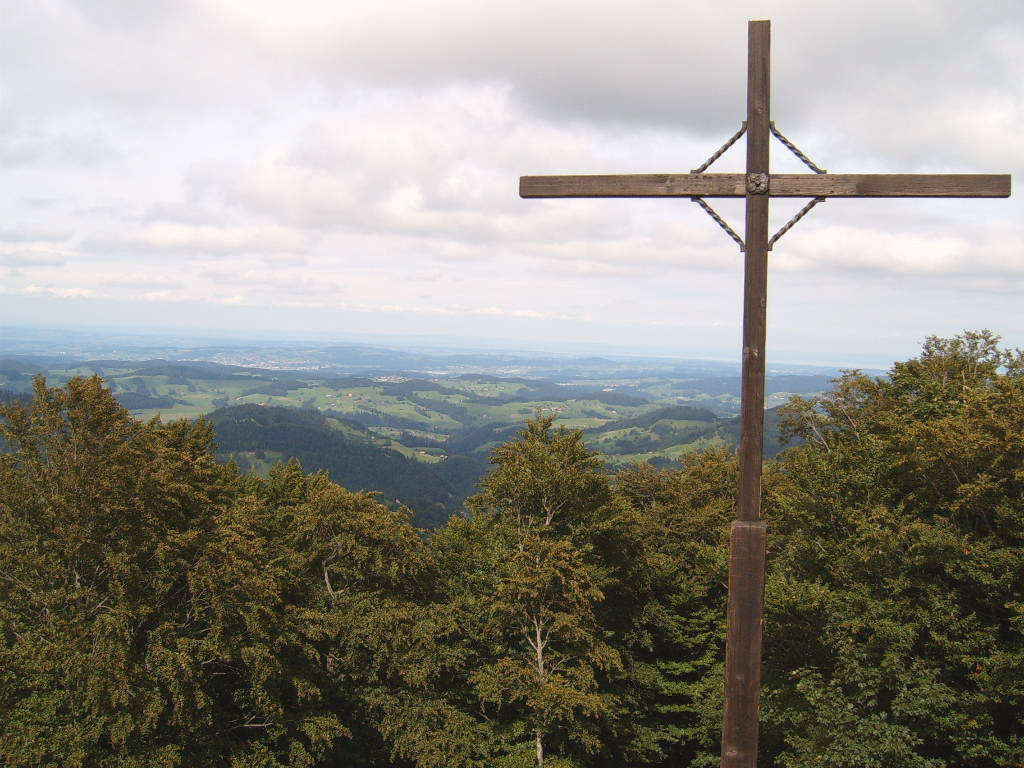
Vue de la croix sommitale.